# Hemidactylus klauberi
Hemidactylus klauberi es una especie de gecos de la familia Gekkonidae.

## Distribución geográfica
Es endémica del norte de Somalia.